# Aeroporto di Marina di Campo

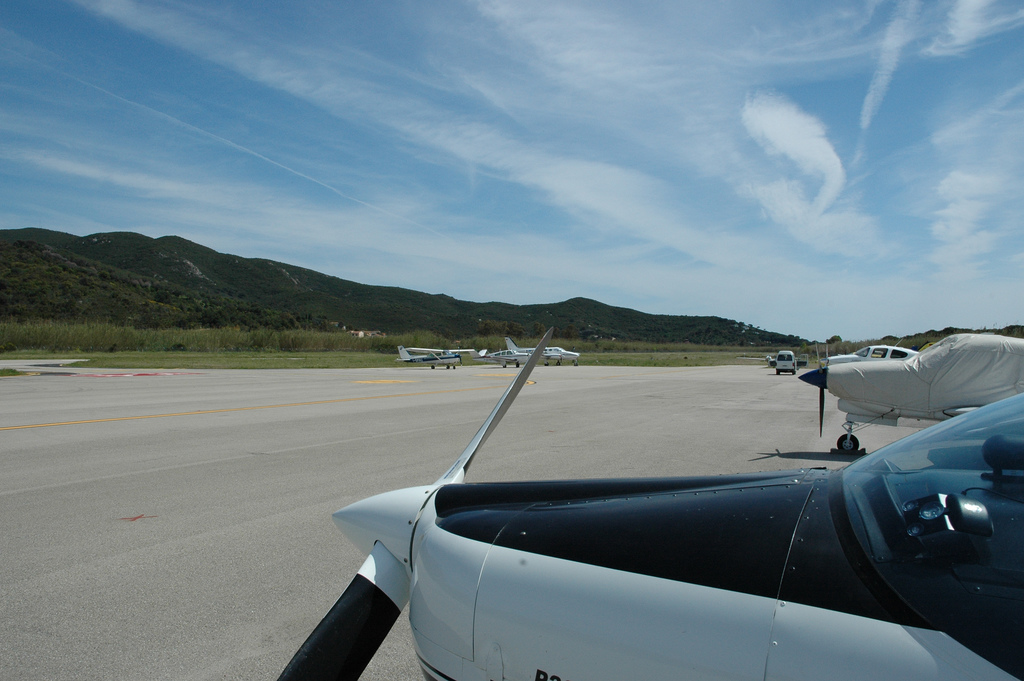
Piazzola di sosta

L'Aeroporto di Marina di Campo (IATA: EBA, ICAO: LIRJ) è un aeroporto italiano situato al centro dell'Isola d'Elba, alcuni km a sud della città di Portoferraio, nel territorio del comune di Campo nell'Elba. La struttura è dotata di una pista in asfalto lunga 1197 m. Sull'aeroporto, aperto al traffico commerciale tutto l'anno, sono stati operati fino a ottobre 2023 voli annuali per Pisa e Firenze e voli stagionali per Milano, mentre attualmente sono operativi alcuni voli stagionali estivi per la Svizzera. Fino al 2015, l'aeroporto è stato collegato anche con la Germania, specialmente con Monaco di Baviera.
L'ente gestore dell'infrastruttura aeroportuale elbana si chiama Alatoscana S.p.A..

## Storia
Nato nel 1963 su iniziativa di un cittadino tedesco, che costruì una pista in erba di 750 metri per poter raggiungere facilmente una piccola industria sull'isola a partire dal proprio paese, venne rilevato dalla Transair nel 1966 e l'anno successivo venne inaugurato il primo volo, poco più che sperimentale, Milano - Massa Cinquale - Elba. Nel 1975 la pista venne allungata a 1175 metri e nel 1979 la Transavio iniziò i voli regolari con Pisa, seguiti nel 1982 da quelli con Firenze e nel 1987 con Milano. L'anno successivo la gestione passò ad Aerelba SpA, società mista pubblico-privata, e nel 1991 la pista venne asfaltata. Da allora vi furono vari tentativi di rendere permanenti i voli su alcune tratte, tanto da essere creata una compagnia aerea elbana, Airblu, che sopravvisse pochi mesi. Tuttavia la scarsa redditività economica dello scalo portò più volte all'allontanamento dei vettori, con un conseguente calo del traffico, tanto che venne paventata l'ipotesi di una chiusura dell'aeroporto. Per correre ai ripari, Regione Toscana assunse l'incarico di gestire e rivitalizzare lo scalo, tramite l'ampliamento delle infrastrutture e l'allungamento e un riorientamento della pista, tanto che dal 2003, grazie anche alla presenza costante delle compagnie Intersky e Skywork, lo scalo ha registrato una ripresa nel numero di passeggeri. 
Il 21 marzo 2014 viene inaugurata la nuova aerostazione dell'aeroporto elbano, per un investimento di 417.000 euro.
Dal 27 ottobre 2014 sono iniziati dall'aeroporto elbano i voli della continuità territoriale operati, tutto l'anno, dalla compagnia ceca Silver Air, con destinazioni Firenze, Pisa, Milano-Linate e Lugano (questi ultimi due operanti solo nella stagione estiva). InterSky ha smesso di servire lo scalo dopo il fallimento nel novembre 2015. I servizi di continuità territoriale sono cessati una prima volta nel 2017, sono poi ripresi nel 2020 sempre grazie a Silver Air, e sono definitivamente terminati ad ottobre 2023, momento in cui la compagnia aerea ceca ha dichiarato anche che non sarà più presente in caso di eventuali futuri bandi per la continuità territoriale.
In futuro sono previsti intervento di ampliamento dell'aeroporto, approvati dalla Regione Toscana e dal Consiglio comunale di Campo nell'Elba.
Il 26 luglio 2016 ENAC ha dato l'ok per l'allungamento della pista dell'aeroporto elbano e per l'ampliamento del parcheggio antistante l'aeroporto. Ad ogni modo, i lavori non sono mai stati avviati, e nel 2023 si è tenuto un controverso referendum riservato ai soli cittadini campesi per avere un parere sull'allungamento della pista, consultazione che non ha raggiunto il quorum. Il progetto di ampliamento della pista è stato aspramente criticato dal sindaco del comune campese Davide Montauti (in carica all'epoca dei fatti nel 2023), che ha illustrato le criticità ambientali generate dall'allungamento della pista e ha rivendicato la decisione di consentire il voto referendario al solo comune campese, nonostante lo scalo serva l'intera isola. Come conseguenza di tutto quanto detto, al mese di novembre 2023 l'aeroporto non ha voli commerciali programmati e viene paventato a più riprese il rischio della chiusura definitiva dello scalo.
Nei mesi successivi, è stato emesso un nuovo bando per la continuità territoriale, e l'aeroporto ha riaperto ai voli in continuità territoriale in aprile 2025 grazie alla compagnia maltese SmallFly.

## Servizi di volo con elicottero
Presso l'aeroporto opera una compagnia di aerotaxi dotata di elicottero. Durante il periodo estivo vi stazionano anche un elicottero del Servizio Antincendio Boschivo della Regione Toscana ed un elicottero della Guardia Costiera che, in assenza di un elicottero del servizio regionale del 118, oltre al normale pattugliamento e soccorso in mare, effettua spesso servizio di elisoccorso.

## Servizi
Immediatamente all'esterno dell'aerostazione sono disponibili servizi taxi e autonoleggio, mentre all'interno dell'aerostazione è presente un bar/edicola.
A 300 m transitano con frequenza media i pullman extraurbani operati da Autolinee Toscane, verso Marina di Campo e Portoferraio, mentre tutte le altre località dell'Elba sono raggiungibili attraverso coincidenze. Il parcheggio prospiciente l'Aerostazione, capace di circa 30 posti auto, è gratuito.

## Statistiche
Questo grafico non è disponibile a causa di un problema tecnico.
Si prega di non rimuoverlo.
Vedi la query Wikidata di origine.